# 彼得里夫斯克
46°26′42″N 28°58′20″E / 46.44500°N 28.97222°E
彼得里夫斯克（烏克蘭語：Петрівськ）是位於烏克蘭西南部的村莊，由敖德萨州博爾赫拉德區的塔魯蒂內市鎮負責管轄。該村始建於1828年，面積1.43平方公里，2001年人口2,000，人口密度每平方公里1,398人。